# Вутешинген
Вутешинген (њем. Wutöschingen) општина је у њемачкој савезној држави Баден-Виртемберг. Једно је од 32 општинска средишта округа Валдсхут. Према процјени из 2010. у општини је живјело 6.655 становника. Посједује регионалну шифру (AGS) 8337123.

## Географски и демографски подаци
Вутешинген се налази у савезној држави Баден-Виртемберг у округу Валдсхут. Општина се налази на надморској висини од 393 метра. Површина општине износи 26,5 km². У самом мјесту је, према процјени из 2010. године, живјело 6.655 становника. Просјечна густина становништва износи 251 становника/km².